# ارباخ (رود)
ارباخ (به آلمانی: Erbach) یک رود در آلمان است که در زارلاند واقع شده‌است.